# Franz Xaver von Wulfen
Padre barón Franz Xaver von Wulfen (5 de noviembre de 1728, Belgrado - 16 de marzo de 1805, Klagenfurt) fue un botánico, geólogo, mineralista, alpinista y sacerdote jesuita. Están acreditados sus descubrimientos de Wulfenia carinthiaca, y del mineral wulfenita, una forma de plomo.
Su padre, Christian Friedrich von Wulfen, fue teniente coronel del Ejército de Austria. Se educa en Kaschau Gymnasium (actual Košice, Eslovaquia). A sus 17 años, va a un colegio jesuita en Viena, y luego de su graduación, comienza como instructor escolar en matemática y en física, en Viena, Graz, Neusohl, Gorz, Laibach, y desde 1764, Klagenfurt. Después de la supresión de la congregación en la década de 1760, permanece en Klagenfurt hasta su deceso. En 1763 es oficialmente sacerdote.
Desde los 22 años se dedicó a la Botánica. La flora de las tierras altas y de los valles de los Alpes del este, fueron su principal estudio. Para encontrar especímenes, Wulfen frecuentemente iba a Grossglockner (Großglockner), siendo un pionero en explorar los Alpes Austriacos.
En 1781, publica sus estudios en la bellamente ilustrada Plantae rariorum Carinthicae (plantas raras de Carintia). Hizo numerosos viajes al sur (en muchas ocasiones al mar Adriático) y al norte hasta Holanda.

## Obra
- Plantae rariores carinthiacae. V: Miscellanea austriaca ad botanicam, chemiam et historiam naturalem spectantia, v. I (1778) str. 147-163 en v. II (1781) str. 25-183
- Abhandlung vom Kärntner Bleispate, 1785
- Plantae rariores carinthiacae. V: Collectanea ad botanicam, chemiam et historiam naturalem, v. I (1786), str. 186-364, v. II (1788), pp. 112-234, v. III (1789), pp. 3-166, v. IV (1790), pp. 227-348.
- Descriptiones Quorumdam Capensium Insectorum, 1786.
- Plantae rariores descriptae, 1803.
- Cryptogama aquatica, 1803.
- Flora Norica phanerogama, 1858 (publicado póstumamente como muchas de su obra)

## Honores
En 1938, se erige un monumento en Klagenfurt, en su honor, describiéndolo como "igualmente grande como sacerdote, académico y humano".

### Eponimia
Género botánico
- Wulfenia Nicholas Jacquin

- La abreviatura «Wulfen» se emplea para indicar a Franz Xaver von Wulfen como autoridad en la descripción y clasificación científica de los vegetales.[1]